# 758 TCN
758 TCN là một năm trong lịch La Mã.